# Hermandad de la Crucifixión del Señor (Medina de Rioseco)
La Hermandad de la Crucifixión del Señor, conocida popularmente como El Longinos, es una hermandad de la Semana Santa de Medina de Rioseco, constituida jurídicamente como asociación civil de carácter religioso-cultural, fue fundada durante el primer cuarto del siglo XIX en la ciudad de Medina de Rioseco, provincia de Valladolid. Es una de las seis cofradías penitenciales que desfilan el Viernes Santo, encabezando la procesión general de la Soledad. El paso titular tiene capilla propia, denominada Capilla de los pasos grandes. Se encuentra depositado en ella debido a las grandes dimensiones que posee.

## Historia

### Antecedentes
Los orígenes de la Hermandad de la Crucifixión del Señor se remontan a la extinguida archicofradía penitencial de la Quinta Angustia y Soledad de Nuestra Señora, fundada en la parroquia de Santa María de Mediavilla, el uno de mayo de 1574. La situación coyuntural permitió que fuera adquiriendo propiedades, donaciones, como la de Inés de Colmenares, en 1591, y recursos suficientes, como para afrontar proyectos, servicios benéficos y la construcción de sede propia. Artistas afamados de la época fueron llamados para trabajar en la construcción y ornato de un complejo arquitectónico capaz de satisfacer las necesidades de la cofradía. En pocos años, los hermanos erigieron la ermita en las inmediaciones de la iglesia de Santa María, acapararon patrimonio mueble e inmueble, recursos económicos, actividad religiosa y presencia en la sociedad. El cabildo construyó el hospital en donde atender a enfermos pobres, paneras, bodega, sala de cera, salón de cabildo, capilla para oficiar los cultos sagrados, almacenes y un salón para guardar los pasos procesionales. Este último ha sido el único edificio que ha perdurado en el tiempo, reconvertido en capilla para el culto y la veneración de los pasos de la Crucifixión y el Descendimiento. La Quinta Angustia protagonizaba la procesión del Viernes Santo. Pero, también participaba en otros actos a lo largo del año junto a otras cofradías riosecanas. Cuando Quinta Angustia y Vera Cruz, la otra cofradía penitencial más importante de la localidad, coincidían, se regían por un protocolo o concordia de 1596, en la que se define el orden de las procesiones. En 1799 el visitador del Obispado de Palencia, diócesis de la que dependía Rioseco hasta la reestructuración en 1955 que pasó a Valladolid, manifestó  la difícil situación de la Quinta Angustia.

### Historia reciente
Durante el último decenio del siglo XVIII al producirse las desamortizaciones, y ya en el siglo XIX con la invasión francesa, junto a otros factores internos, provocaron la pérdida de los recursos patrimoniales con los que poder ejercer la histórica labor asistencial y devocional de las cofradías. La archicofradía de la Vera Cruz, sufrió daños que la obligaron a trasladar a la Quinta Angustia, en 1814, algunos de sus pasos. Las grandes cofradías desaparecieron, pero no las procesiones ni los cofrades, ya que, las unidades gremiales (la del Longinos era la de los SASTRES) que se encontraban dentro de las archicofradías, colaborando económica y socialmente con ellas, consiguiendo, por ejemplo, donativos y porteadores para los pasos, se segregaron en cofradías menores a partir de los pasos titulares.
Así pues, la Quinta Angustia se dividió en las hermandades de la Crucifixión del Señor, Descendimiento de la Cruz, Santo Sepulcro y la cofradía de la Virgen de la Soledad.  Los dos conjuntos procesionales de mayores proporciones: la Crucifixión y el Descendimiento permanecieron en el Salón de Pasos, trasformado en capilla en 1918 y sede de ambas cofradías en la actualidad.
Se desconoce la fecha exacta de la fundación de la hermandad de la Crucifixión, desde que se segregase de la archicofradía de la Quinta Angustia, aunque al igual que les sucede a casi todas las actuales cofradías de la Semana Santa de la ciudad, se sitúa sin lugar a dudas, en los años posteriores del fin de la guerra de la Independencia Española, entre 1814 y 1825.

## Sede
La cofradía penitencial de la Quinta Angustia edificó, en los solares del corro de Santa María, un relevante complejo arquitectónico capaz de facilitar el desarrollo de una cofradía incipiente e importante en la historia y el arte de la Ciudad de los Almirantes. Artistas destacados trabajaron en la construcción y ornato de la iglesia, de las dependencias administrativas, en el hospital para asistir a pobres, en el salón para guardar los pasos y en otros recintos menores. El Salón de Pasos es el único de los edificios conservados de la desaparecida Penitencial, en cuyo dintel aparece el año, 1664, y el escudo. Pedro de Nantes concertó con el cabildo de la cofradía de Nuestra Señora de la Soledad y Quinta Angustia las obras de edificación del Salón de Pasos en los solares colindantes a las casas que fueron de Ana Cana. En la traza se diseñó un edificio con paredón de cantería en el exterior de la fachada principal e interior de mampostería, de tres pies de ancho. El muro se rompe con tres vanos enmarcados. A los extremos dos óculos que flanquean una puerta de grandes dimensiones adintelada al exterior y  con arco escarzado en el interior. El remate de Nantes y la ejecución recayó en Francisco López con el compromiso de entregarla en la Cuaresma de 1664. En 1665 los canteros Marcos González y Juan de la Cotera hacen trabajos en la iglesia, en los ventanales, en la modificación de la puerta, cornisa y en la bodega. El resultado final fue el de un edificio que consta de un solo espacio diáfano, de planta rectangular, en cuya fachada, de piedra sillar, se dispone una puerta adintelada de grandes dimensiones y flanqueada por dos vanos redondos. Construido con gruesos muros laterales con machones de sillar, entramado de adobe y ladrillo. La techumbre exterior a dos aguas con teja árabe y la interior plana con viguería de madera vista entre las que se disponen bovedillas de yeso. El suelo está enlosado con pizarras y piedras triangulares unidas en cuadrículas, cuyo centro contiene un medallón de diferente color al de la placa. En el centro de la planta el dibujo se altera para definir una cruz latina recibiendo al visitante.

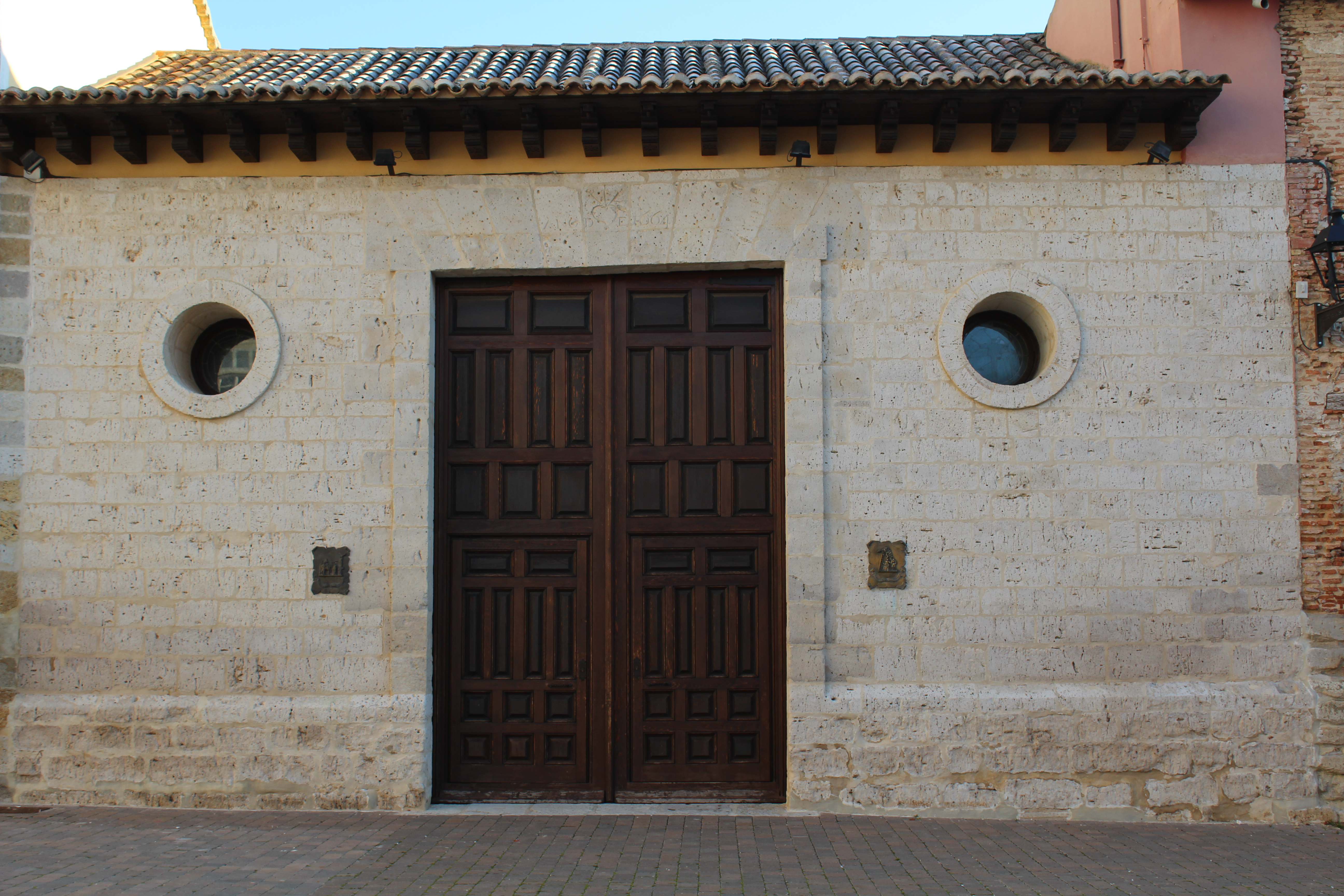
Fachada de la capilla de los Pasos Grandes.

El terremoto de Lisboa agrietó la techumbre del edificio, teniendo que ser reparada por Miguel de Arnaz en 1755. El Salón de Pasos, en donde se custodian los dos voluminosos conjuntos procesionales de la Crucifixión y del Descendimiento, mantuvo el uso con las dos hermandades hasta la actualidad. En 1888 las dos directivas se reunieron para acordar dar al salón un aspecto más digno. Los muros se arreglaron, la puerta de madera se sustituyó y se enlosó el suelo con piezas de piedra y pizarra procedentes del ex convento de San Francisco. En 1918 acordaron transformar el salón en una capilla y poder oficiar los hermanos el culto a Cristo. El edificio necesitó de arreglos sufragados por los hermanos y con la ayuda del párroco de la iglesia de Santa María, que donó del retablo que preside el recinto en la actualidad. Pieza clasicista, de principios del siglo XVII, de un cuerpo y calle, con pilastras doradas rematadas con capitel corintio, en cuya hornacina, se venera la imagen de Jesús Atado a la Columna. Una de las pocas esculturas penitenciales riosecanas de principios del siglo XVI, en la que Cristo permanece atado a una columna alta.
El 1948 se procedió a una nueva restauración del edificio. Ésta estuvo orientada hacia el enfoscado de las paredes interiores, al arreglo del tejado, pintado del interior y arreglo de las puertas. El edificio, en 1999, presentaba problemas de humedad y falta de aislamiento, lo que originaba desfases térmicos perjudiciales en la estructura y en los conjuntos escultóricos. Los estudios técnicos aconsejaron hacer un vaciado de solera para crear una cámara de ventilación, el picado de revocos de las paredes, la apertura de nichales de aireación en muros y la disposición de canaletas de ventilación para facilitar la circulación del aire. El pavimento primitivo, asentado sobre tierra, fue levantado y repuesto de nuevo. La cubierta, a dos aguas fue revisada y el alero de la fachada principal se sustituyó por otro de más vuelo y con canes acordes con la estética del edificio. El techo de vigería de madera fue limpiado y pintado. Las paredes fueron saneadas, enfocados los paños de adobe, descubierta la piedra existente y se colocó un zócalo de piedra y el altar. La restauración culminó con la colocación de óculos de madera en los vanos con vidrieras plomadas artísticas y con la sustitución de la puerta por otra de similares características. El interior se acondicionó con una mesa de altar tallada y dorada para el oficio litúrgico. La capilla cada primer domingo del mes de mayo y siempre que fallece un hermano o hermana de la Crucifixión o del Descendimiento se celebra misa, a los que se añaden los actos propios de la Semana Santa.
El edificio protagoniza, cada tarde de Viernes Santo, la salida de los pasos grandes de la Crucifixión y del Descendimiento. Hermanos y espectadores se agolpan, en el corro de Santa María, para presenciar cómo veinte hermanos movidos por la fe, la devoción y la tradición sacan a pulso los pesados pasos, siguiendo las órdenes precisas del cadena, hasta lograr salvar la cruz del dintel de la puerta y elevarla hasta el hombro.

## Paso Titular
La Hermandad de la Crucifixión del Señor de Medina de Rioseco procesiona el conjunto escultórico que simboliza el momento en el que Longinos, a caballo, hunde la lanza en el costado de Cristo en la cima del Gólgota. Representación religiosa iconografiada mediante la escena  en la que aparecen, a los pies de Cristo crucificado, Nuestra Señora la Virgen María, María Magdalena y San Juan; el oficial romano Longinos montado a caballo, con la lanza entre las manos, y cuyas riendas están sostenidas por el mozo o mancebón, custodiado por dos soldados o sayones con lanza. El paso fue encargado a Andrés de Olivares Pesquera, en 1673, por la cofradía de la Quinta Angustia. El artista hizo las figuras de Cristo, Longinos a caballo, María, María Magdalena, San Juan y mozo. Las esculturas no gustaron al cabildo por lo que encargaron a Francisco Diez de Tudanca la valoración y posterior reforma en 1675. Olivares, por su parte, fue denunciado por el cabildo de la cofradía y obligado a realizar varias modificaciones en el paso. Tudanca únicamente añadió un soldado al conjunto. Tampoco agradó a los hermanos por lo que se contrata a Tomás de Sierra, en 1696, para que aligere, de forma a las piezas, sustituya a la Virgen María, María Magdalena y a San Juan, y añada a la composición, fuera de contrato, otro sayón. 

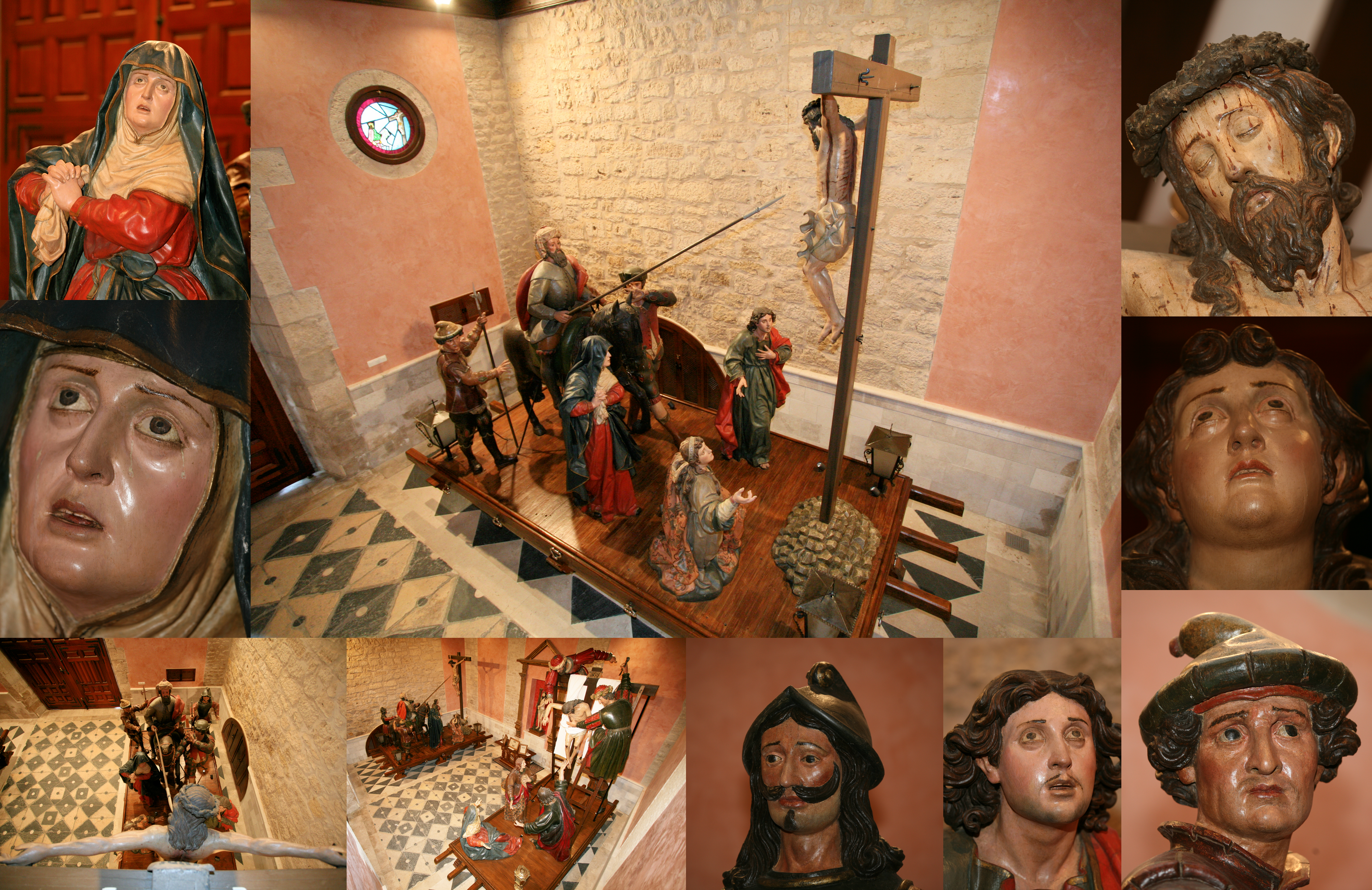
Detalle de los rostros de las Imágenes de la crucifixión (M. de Rioseco)

## Túnica y Distintivos

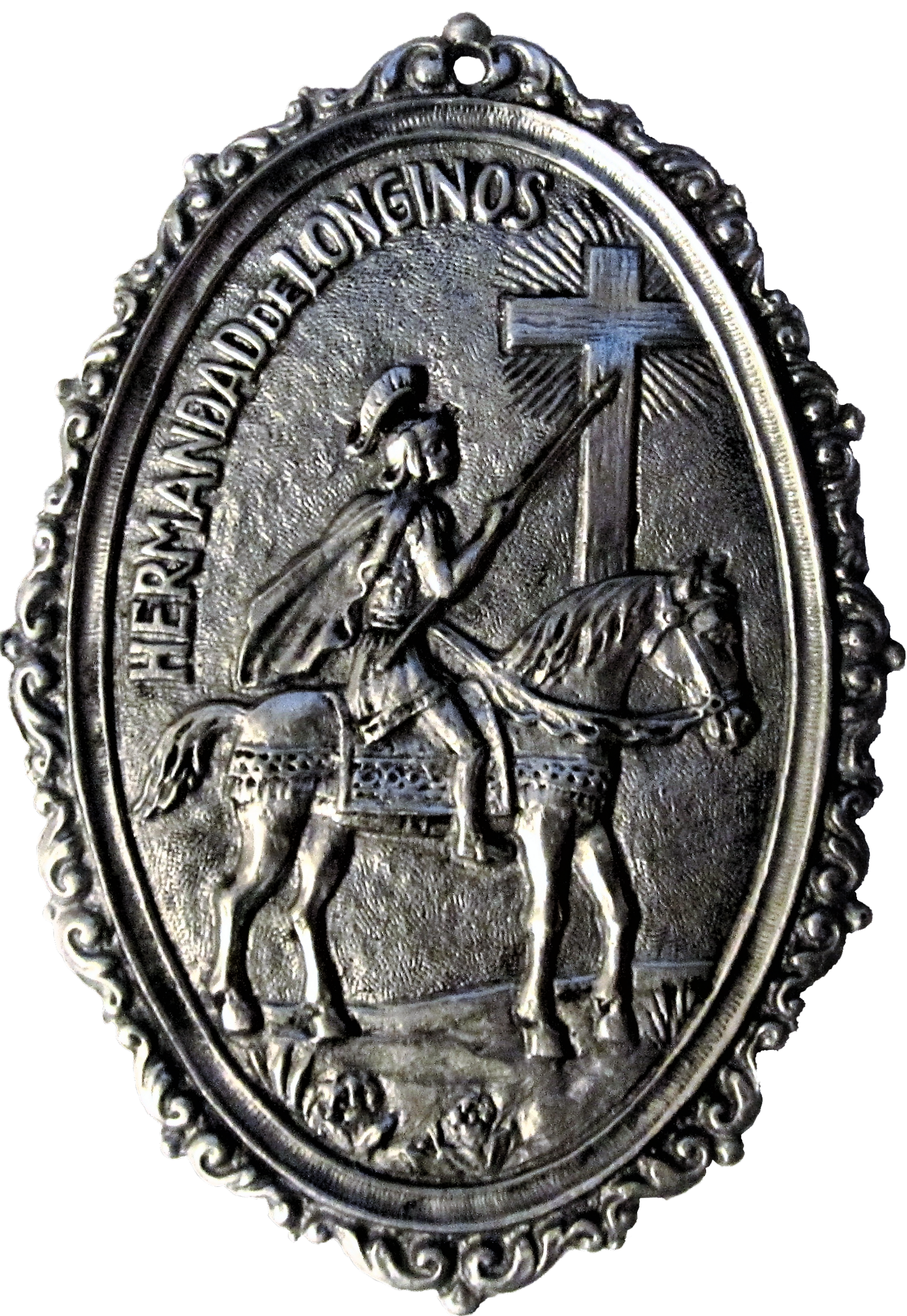
Medalla de la hermandad de la Crucifixión "Longinos"

Los hermanos visten túnica de lienzo blanco, con vivos negros en los puños y separación del canesú con la parte tableada de la túnica, la tapeta central del canesú en color negro, con los botones de cierre en blanco, cíngulo negro, medalla al pecho con el cordón de la misma en negro y blanco y careta de lienzo blanco con vivos negros en bordes y ojos. Asimismo portan el típico farol para alumbrar durante el recorrido procesional.

## Marchas dedicadas
- Elogio a Cristo Crucificado, Compositor: Pablo Toribio Gil. (2009). Composición donada y entregada a la hermandad por su autor.  Realizada para su ejecución en el baile del Santo Paso en la calle Mayor.
Para la Salida y Entrada del paso en la Capilla se interpreta desde los primeros años del siglo XX la Marcha fúnebre al General O´Donnell conocida en Medina de Rioseco como "La Lágrima", adoptada en 1982 como himno oficial de la Semana Santa de Medina de Rioseco.

## Itinerario
La procesión discurre por la calle de los Huesos, corro de San Miguel, calles de Pablo Iglesias, Lázaro Alonso, Román Martín, plaza Mayor, calles de San Buenaventura, Antonio Martínez, Doctrina, Los Lienzos, corro de Santiago y calle Mediana.

## Recorrido Oficial
| Predecesor: Ninguno | Orden en el Recorrido Oficial (Viernes Santo) Primer lugar | Sucesor: Cofradía del Santo Cristo de la Paz y Afligidos |